# Asiacosa
Genre
Asiacosa est un genre d'araignées aranéomorphes de la famille des Lycosidae.

## Distribution
Les espèces de ce genre se rencontrent Asie centrale et en Égypte.

## Liste des espèces
Selon World Spider Catalog (version 26, 23/06/2025) :
- Asiacosa ambigua (Denis, 1947)
- Asiacosa babatagh Logunov, 2023
- Asiacosa krivokhatskyi Logunov, 2025
- Asiacosa kulagini (Spassky, 1941)
- Asiacosa ovchinnikovi Logunov, 2025

## Systématique et taxinomie
Ce genre a été décrit par Logunov en 2023 dans les Lycosidae.

## Publication originale
- Logunov, 2023 : « Further notes on the fossorial wolf spiders of Middle Asia and the Near East (Aranei: Lycosidae). » Arthropoda Selecta, vol. 32, no 4, p. 475-512 (texte intégral).